# Gregor Ahn
Gregor Ahn (* 28. November 1958 in Erkelenz) ist ein deutscher vergleichender Religionswissenschaftler.

## Leben
Nach dem Abitur 1978 am Stiftischen Gymnasium Düren studierte er von 1978 bis 1986 vergleichende Religionswissenschaft, katholische Theologie, Philosophie und Iranistik an den Universitäten Bonn und Kopenhagen. Er legte 1986 die Magisterexamen an der Universität Bonn ab. Nach der Promotion 1991 mit einer Dissertation zum Thema Religiöse Herrscherlegitimation im achämenidischen Iran. Die Voraussetzungen und die Struktur ihrer Argumentation an der Universität Bonn unterrichtete er von 1992 bis 1994 Lehrbeauftragter in der Ugarit-Forschung an der Universität Münster. Nach der Habilitation 1995 mit einer Habilitationsschrift zum Thema Monotheismus in Israel und Iran. Methodologische und historiographische Überlegungen zur Frage nach dem Einfluss des Zoroastrismus auf das nachexilische Judentum an der Universität Bonn hielt er im April 1995 Gastvorlesungen an der Evangelisch-Theologischen Fakultät der Universität Tartu. Von 1996 bis 2025 lehrte er als Professor für Vergleichende Religionswissenschaft an der Universität Heidelberg und war Institutsleiter des Instituts für Religionswissenschaft in Heidelberg. Seit 2004 war er Prodekan der Philosophischen Fakultät der Universität Heidelberg. Seit 2025 ist Ahn im Ruhestand.
Seine Forschungsschwerpunkte sind Methodologie der Religionswissenschaft, altiranische Religionsgeschichte, Monotheismus-Polytheismus-Forschung, Ritualforschung und neueste europäische Religionsgeschichte (bes.: Religionen im Internet).

## Schriften (Auswahl)
- Religiöse Herrscherlegitimation im achämenidischen Iran. Die Voraussetzungen und die Struktur ihrer Argumentation (= Acta Iranica 31 – Troisième série: Textes et mémoires. Band 17). Brill, Leiden u. a. 1992, ISBN 90-6831-389-4 (zugleich Dissertation, Bonn 1991).
- Monotheismus in Israel und Iran. Methodologische und historiographische Überlegungen zur Frage nach dem Einfluss des Zoroastrismus auf das nachexilische Judentum, Habil. Bonn 1994 [überarb. und erw. in Vorbereitung für Abhandlungen zur Theologie des Alten und Neuen Testaments], Zürich 2005.
- als Herausgeber mit Manfried Dietrich: Engel und Dämonen. Theologische, anthropologische und religionsgeschichtliche Aspekte des Guten und Böse (= Forschungen zur Anthropologie und Religionsgeschichte. Band 29). Ugarit-Verlag, Münster 1997, ISBN 3-927120-31-6.
- als Herausgeber mit Nadja Miczek und Katja Rakow: Diesseits, Jenseits und Dazwischen? Die Transformation und Konstruktion von Sterben, Tod und Postmortalität (= Kultur- und Medientheorie). Transcript, Bielefeld 2011, ISBN 978-3-8376-1638-5.